# Дуслінген
Дуслінген (нім. Dußlingen) — громада в Німеччині, знаходиться в землі Баден-Вюртемберг. Підпорядковується адміністративному округу Тюбінген. Входить до складу району Тюбінген.
Площа — 13,06 км2. Населення становить 6293 ос. (станом на 31 грудня 2020).